# Contraband Police
Contraband Police es un videojuego de simulación desarrollado por Crazy Rocks Studios y publicado por PlayWay para Microsoft Windows. Fue lanzado el 8 de marzo de 2023.

## Jugabilidad
El jugador desempeña las funciones de un agente de control fronterizo. El jugador es responsable de controlar a los participantes, comparar pasaportes y otra documentación y rechazar a los participantes con documentación inadecuada. Está previsto un modo sin fin.

## Recepción
Contraband Police fue recibido positivamente en su lanzamiento, y Metacritic agregó críticas como "generalmente favorables" de 10 críticas.

### Ventas
En el primer mes desde su lanzamiento, el desarrollador del juego anunció que había superado las 250,000 unidades vendidas desde su lanzamiento. El presupuesto era de 2 millones de złoty polacos.